# 12585 Katschwarz
12585 Katschwarz este un asteroid din centura principală de asteroizi.

## Descriere
12585 Katschwarz este un asteroid din centura principală de asteroizi. A fost descoperit pe 7 septembrie 1999 la Socorro, New Mexico, în cadrul proiectului LINEAR. Asteroidul prezintă o orbită caracterizată de o semiaxă mare de 2,55 ua, o excentricitate de 0,18 și o înclinație de 6,7° în raport cu ecliptica.